# Enrique Pla Ballester

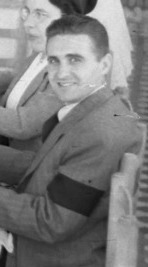

Enrique Pla Ballester [también Enric Pla i Ballester] (Onteniente, 25 de marzo de 1922-1988) fue un arqueólogo español, especialista en el Neolítico, la cultura del Bronce en la Comunidad Valenciana y la cultura ibérica, considerado un investigador de campo y hombre de ciencia.

## Biografía
Mayor de tres hermanos, vivió en Gandía, Oliva y Valencia, donde cursaba los estudios de bachillerato en el Instituto Escuela hasta que la Guerra Civil los interrumpió; pudo finalizarlos al terminar el conflicto, ya en el Instituto Lluís Vives de la ciudad. Ya de niño, con su tío Isidro Ballester, jurista y arqueólogo, comenzó a conocer los yacimientos arqueológicos de la provincia de Valencia y a interesarse vivamente por el estudio de la prehistoria. En 1941 inició los estudios de Filosofía y Letras en la Universidad de Madrid, pero problemas económicos le impidieron continuarlos. Dos años más tarde, siguiendo de nuevo los pasos de su tío, inició los estudios de Derecho en la Universidad de Valencia, que concluyó en 1948.
Durante sus años de formación jurídica, no dejó de mantener su interés por la arqueología. En esos años se vinculó al Servicio de Investigación Prehistórica (SIP) de la Diputación de Valencia y comenzó a trabajar en las excavaciones donde lo hacen el propio Ballester, fundador de la institución, Luis Pericot y José Alcácer Grau. Antes de finalizar Derecho, excavó y documentó minuciosamente los trabajos en la Cueva de las Maravillas de Gandía (1946) y publicó un extracto de los trabajos realizados por el SIP y los profesionales vinculados al mismo en el período 1929-1945 (1947), primero en su clase y que servirá de base para futuras actuaciones y sistematizar los trabajos. Una vez finalizados sus estudios, ganó por oposición la plaza de subdirector del Servicio de Investigación Prehistórica, lo que le permitió unir su futuro profesional con la arqueología.
Entre 1950 y 1975, además de trabajar como subdirector del SIP, destacó por sus trabajos de campo como los del poblado ibérico del Tosal de San Miguel en Liria y la fortificación romano-bizantina de la  Punta de l'Illa en Cullera; la ciudad amurallada iberorromana "moleta Dels Frares", las cuevas-refugio con restos neolíticos en Alcudia de Crespins, las sucesivas campañas en el poblado ibérico de Los Villares, en Caudete de las Fuentes, pasando por los poblados ibéricos en Alcudia o Mogente, los poblados de cultura del Bronce en Rafelbunyol o Alcira, o los abrigos de pinturas rupestres del arco levantino en Bicorp, entre muchos, todos ellos junto a otros destacados arqueólogos como Domingo Fletcher o Miquel Tarradell. A esta actividad en España, sumó excavaciones en Italia con la Escuela Española de Historia y Arqueología en Roma o como miembro de la misión arqueológica de España en Perú para los trabajos en el distrito de Chinchero.
En 1982, ya como director del SIP, vio como, finalmente, se instalaba el Museo de Prehistoria de Valencia en la antigua Casa de Beneficencia. 
Ponente en numerosos congresos, destacó por serlo en algunos pioneros en España como el I Congreso Nacional de Arqueología en (Madrid, 1951); el Primer Congreso de Historia del País Valenciano (Valencia, 1971); I Simposio sobre el Origen de la Cultura Ibérica (Barcelona, 1977) o las Primeras Jornadas de Arqueología del País Valenciano (Universidad de Alicante, 1983). Fue también autor de numerosos artículos en revistas especializadas y de varios libros, como el Repertorio de Bibliografía Arqueológica Valenciana, publicado en diez volúmenes entre 1951 y 1990 y del que fue coautor en todos ellos; el estudio Corpus Vasorum Hispanorum. Cerámica del Cerro de San Miguel (Liria) (1954), junto con Ballester, Domingo Fletcher, Francisco Jordá Cerdá y José Alcácer o La Cultura Ibérica (Valencia, 1985).
Fue miembro de distintas instituciones como del Instituto Español de Arqueología «Rodrigo Caro» (CSIC), de la comisión asesora de arqueología de la Consejería de Cultura, Educación y Ciencia de la Generalidad Valenciana, de la 'Société Préhistorique' de Ariege y de la Institución Alfons el Magnànim, entre otras. Fue galardonado con el Premio Martorell de Arqueología (Ayuntamiento de Barcelona, 1957) ex aequo con Domingo Fletcher y José Alcácer y el Premio Jaume I del Instituto de Estudios Catalanes en 1966, entre otros reconocimientos.